# Енергиен запас
Енергиен запас е място за съхранение на електрическа енергия.

## История
Концепната идея за подобно съоръжение възниква през XX век.

## Класификация
- Батерии в твърдо състояние – гама от решения за електрохимично съхранение, включително напреднали химически батерии и кондензатори;
- Поточни батерии – батерии, в които енергията се съхранява директно в електролитния разтвор за по-дълъг живот и бързи реакции;
- Маховици – механични устройства, които използват ротационната енергия, за да доставят моментално електричество;
- Съхранение на сгъстен въздух – използвайки сгъстен въздух за създаване на мощен резерв на енергия;
- Топлинно захващане на топлина и студ за създаване на енергия при поискване;
- Хидро-енергийни съоръжения – създава големи водоеми с енергия.[1]